# سینما گلوری (مسکو)
Cinema Glory (روسی: Кинотеатр Слава) یک تئاتر مسکو نقطه عطفی در مسکو و منطقه پروو بود. این سینما دو بار به آتش کشیده شد؛ آخرین بار در ۳ فوریه ۲۰۰۷ توسط فردی ناشناس. پس از آن، تئاتر بسته ماند. این سینما از نظر تاریخی ۲ سالن با مجموع ۴۴۰ صندلی داشت. سینما ۳ طبقه داشت. این سینما همچنین دارای اتاق‌هایی با رستوران، میز بیلیارد، کافه و سوشی بار بود.

## تاریخچه
ساخت سینما گلوری در سال ۱۹۵۴ در مسکو آغاز شد. طرح‌های پیشنهادی سینما توسط معماران شوروی - ایوان ژولتوفسکی، نیکولای سوکویان، وی. واسکرسنسکی و دیگران - تکمیل شد. ساخت این سینما در سال ۱۹۵۸ به پایان رسید. در سال ۲۰۰۶، این سینما تعطیل شد و «گلوری» به مستاجران تحویل داده شد. سینما به مدت ۴۹ سال اجاره داده شد. قیمت خرید ۲٫۸۹۱ میلیون روبل بود. در سال ۲۰۰۷، افراد ناشناس سینما را آتش زدند و ناپدید شدند - و آن را با خاک یکسان کردند. در سال ۲۰۰۶، سینما «گلوری» توسط مردان مسلح تصرف شد. علت این امر، تصرف توسط مهاجمان بود که باعث شد مقامات شهر علیه مستاجران اقدام کنند.

### آتش
در تاریخ ۳ فوریه ۲۰۰۷، حدود ساعت ۱۲ ظهر، افراد ناشناس سینما را آتش زدند. حدود ۴۰ گروه آتش‌نشانی تلاش کردند تا آتش را خاموش کنند. دو آتش‌نشان زخمی شدند. در ساعت ۱۶:۰۵ همان روز، آتش به‌طور کامل خاموش شد.
در فوریه ۲۰۰۷، افراد ناشناس سینما را آتش زدند و ناپدید شدند - و آن را با خاک یکسان کردند. در سال ۲۰۰۶، سینما «گلوری» توسط مردان مسلح تصرف شد. علت این امر، تصرف غیرقانونی بود که مقامات شهر را علیه مستاجران برانگیخت. از آن زمان، سینما تعطیل شد.

### ظرفیت
سینما ثَنک دو سالن با ظرفیت ۴۴۰ نفر داشت. در مجموع، هر دو سالن ۸۸۰ نفر گنجایش داشتند.

### توصیف بیرونی سینما
قسمت مرکزی نمای سینما «گلوری» بیشتر یادآور نمای اصلی ساختمان انجمن راسینگ، واقع در مسکو، خیابان بگوویا، ساخته شده در سال‌های ۱۹۰۳–۱۹۰۵ است.

### بازسازی
بازسازی سینما گلوری که در سال ۲۰۰۷ سوخته بود، به شکل تاریخی خود در سال ۲۰۰۸ برنامه‌ریزی شده بود.
در سال ۲۰۰۹، فرمانی از سوی دولت مسکو صادر شد که به مدیریت عملیاتی وزارت میراث فرهنگی واگذار شد.
قرار بود بازسازی تا سال ۲۰۱۳ ادامه یابد. در سال ۲۰۱۳، شرکت «World invest» مناقصه اجاره ساختمان را برای مدت ۴۹ سال تحت برنامه «یک روبل برای یک متر» برنده شد، اما به دلیل تعهدات قرارداد بازسازی فسخ شد. ساختمان سپس خالی و تخریب شد و مرحله جدیدی از کار آغاز نشد.
در اکتبر ۲۰۱۷، سینما به حراج گذاشته شد در نوامبر ۲۰۱۷ - در حراج به قیمت ۳۲٫۳ میلیون روبل فروخته شد. مرمت ساختمان‌ها و چیدمان این مرکز فرهنگی و تفریحی توسط شرکت با مسئولیت محدود «کاملیا» انجام می‌شود که سرمایه‌گذار این پروژه شد.
طبق این توافق‌نامه، سرمایه‌گذار موظف است ساختمان را مرمت کرده و آن را برای حفاظت، از جمله به عنوان یک مرکز فرهنگی و تفریحی، تطبیق دهد.
در نوامبر ۲۰۱۷، آندری اسماگین، چهره سرشناس مسکو، درخواستی خطاب به الکساندر اسمتانوف، نماینده دومای شهر مسکو، در مورد بازسازی سینما گلوری نوشت و پس از مدتی پاسخی دریافت کرد:
آندری ماکسیموویچ عزیز! درخواست شما برای رسیدگی به من تنظیم و برای رئیس اداره میراث فرهنگی مسکو ارسال شده است. نتایج بررسی به اطلاع شما خواهد رسید.
در ۷ نوامبر ۲۰۱۷، پاسخی از وزارت میراث فرهنگی مسکو در مورد مرمت تئاتر دریافت کردم.
در ۴ دسامبر ۲۰۱۷، شورای منطقه پروو جلسه‌ای برگزار کرد که در آن افراد زیر حضور داشتند: الکساندر اسمتانوف، رئیس شورا دیمیتری پلاخیخ، رئیس آموزش شهرداری آندری تیورین و سرمایه‌گذار سینما که قرار بود آن را بازسازی کند.